# Удалых, Никифор Климович
Никифор Климович Удалых — фельдфебель-подпрапорщик 1-го пехотного Невского полка, герой Первой мировой войны, полный кавалер солдатского Георгиевского креста.

## Биография
Н. Удалых — уроженец Вологодской губернии (Вельский уезд).
Отличился в ходе русско-японской войны. За боевые отличия дважды был награждён Георгиевским крестом 4-й и 3-й степени.
Участник первой мировой войны.
Знаменщик подпрапорщик Н. Удалых, сражавшийся с германскими войсками в составе 1-й пехотной дивизии 13-го армейского корпуса после неудачных боев в Восточной Пруссии в середине августа 1914 года, во время отступления полка вынужден был зарыть при отходе полковое знамя. Через некоторое время Н. Удалых вместе с поручиком того же полка Александром Игнатьевым отправились на занятую противником территорию, нашли знамя и доставили его к расположение своей части. При этом оба героя были обстреляны немцами и Игнатьев получил ранение.
За этот подвиг Никифор Удалых был представлен сразу к солдатскому Георгиевскому кресту 1-й степени и получил знак с порядковым номером «1», а поручик Александр Игнатьев стал кавалером 4-й степени ордена Св. Георгия.
В послужном списке Удалых командиром было отмечено:

«В бою 17-го Августа (1914 года) по уничтожении прикрытия знаменщик подпрапорщик УДАЛЫХ (Никифор Климович) под огнём неприятеля не видя возможности пробраться сквозь окружившего многочисленного неприятеля, зарыл знамя в приметном месте, тем спас его от захвата неприятелем». «…25-го февраля 1915 года, получив ранение был эвакуирован на излечение в госпиталь, после чего в (1-й пехотный Невский) полк не возвращался и согласно имеющимся сведениям он находится в 188 пехотном запасном полку в чине Прапорщика..— Командир 1-го пехотного Невского полка полковник Я. Сиверс
.
О дальнейшей судьбе героя данные отсутствуют.

## Награды
- Георгиевский крест 4-й степени № 121138 (Русско-Японская война)
- Георгиевский крест 3-й степени № 17033 (Русско-Японская война)
- Георгиевский крест 1-й степени № 1 (за спасение полкового знамени)
- Георгиевский крест 2-й степени № 452 (за бой 17-го августа 1914 г.).

26-го августа 1916 г. был произведён в офицеры.